# Risa Itō
Risa Itō (伊藤 理佐 Risa Itō, Risa Itou?) (Hara de Nagano, Japón, 6 de septiembre de 1969) es una dibujante de manga y diseñadora artística japonesa escritora de Higepiyo y Oruchuban Ebichu(1990), Hey Pitan.